# The Tribe
The Tribe er en science fiction-serie fra 1999, lavet af Raymond Thompson og Harry Duffin, men den oprindelige idé kom fra Raymond Thompson.
Serien handler om en gruppe af børn, der har overlevet en virus, som dræbte alle de voksne på jorden. Hele historien er om hvordan disse unge og børn, som er overladt til dem selv, overlever på egen hånd inden- og udenfor den unavngivede by. Verden er blevet til et primitivt helvede af lovløshed, forvirring, farer og frygt. Uden nogen voksne til at guide, styrer eller beskytte dem, er børnene og de unge på egen hånd og derfor nødt til selv at opbygge en Ny Verden de kan leve i.
Serien fokuserer på en stamme som bor i en unavngivet by, the Mall Rats. Stammens medlemmer møder problemer med teknologien (hvordan man får rent vand og en form for strøm) og problemer med moralen. Børnene har at gøre med teenageproblemer (forelskelse, frygt, svigt, ambitioner, venskaber) lige så vel som større problemer som truer freden i deres nye verden (finde en modgift mod virussen, bringe fred til deres by, bekæmpe Locus, Chosen og Technos.